# Cámara Federal de Apelaciones de Bahía Blanca
La Cámara Federal de Apelaciones es la máxima instancia de grado de la Justicia Federal de Bahía Blanca.
Está compuesta por cinco jueces y subdividida en dos Secretarías.

## Competencia por materia
Múltiples materias, con excepción de las causas electorales y las del Derecho de la Seguridad Social.

## Competencia Territorial
- Provincia de Buenos Aires:

Partidos de Adolfo Alsina; Bahía Blanca; Coronel Dorrego; Coronel Pringles; Coronel Suárez, Adolfo Gonzales Chaves, Guaminí, Patagones; Puan; Saavedra; Tornquist; Villarino, Daireaux; Monte Hermoso y Coronel Rosales. 
- Provincia de La Pampa en su totalidad

## Competencia de grado
Es alzada de los Juzgados Federales de Bahía Blanca N.º 1 y 2, y del Juzgado Federal de Santa Rosa 
- Datos: Q5795699